# Elaphidion cryptum
Elaphidion cryptum es una especie de escarabajo longicornio del género Elaphidion, categorizada en la tribu Elaphidiini, de la subfamilia Cerambycinae. Fue descrita por Linsley en 1963.

## Descripción
Mide 17-18 mm de longitud.

## Distribución
Se distribuye por Bahamas y Estados Unidos.